# Enter the Dragon
Enter the Dragon és una pel·lícula del 1973 protagonitzada per Bruce Lee, estrenada a Hong Kong una setmana després que morís i als Estats Units dues setmanes més tard. Fou amb aquesta pel·lícula que l'actor es feu famós a Occident.

## Resum de la pel·lícula
En Lee (Bruce Lee) és un expert artista marcial en un temple budista. Un servei d'espionatge estranger li demana que assisteixi a un particular torneig d'arts marcials en una illa privada l'amo de la qual, en Han (Kien Shih), és sospitós de fer tractes amb narcotraficants. En Lee ha de reunir les proves necessàries i accepta no perquè vulgui entrar a l'exèrcit privat d'en Han sinó per motius més aviat personals relacionats amb persones d'aquella illa.
L'objectiu del torneig és la contractació d'experts en arts marcials per a l'exèrcit d'en Han i, d'una altra banda, és una cortina de fum per encobrir les seves accions delictives relacionades amb el tràfic d'opi i al·lucinògens.
En Lee acudeix a l'illa juntament amb altres lluitadors estrangers, com en Roper (John Saxon), un americà que espera que els beneficis del torneig paguin els seus deutes de joc, i en Williams (Jim Kelly), un americà negre que fuig de la llei.
En arribar a l'illa, en Lee i la resta dels lluitadors són benvinguts amb una esplèndida festa oriental celebrada per l'amfitrió Han. Als lluitadors, a més, se'ls permet escollir companyia femenina; en Roper i en Williams escullen ràpidament, però la dona que visita en Lee és una agent camuflada, la Mei Ling.
En Lee participa en el torneig i s'enfronta amb O'Hara (Robert Wall), lloctinent d'en Han i agressor de la seva germana Su Lin (Angela Mao), a qui va obligar a suïcidar-se per no ser violada. En Lee derrota fàcilment l'O'Hara i l'elimina després que el combatent trenqués les regles del combat. La venjança d'en Lee es consuma amb aquesta mort i a partir d'aquí es dedica a fer incursions nocturnes a les instal·lacions secretes d'en Han que hi ha sota terra sense que el vegin, però l'enxampen alguns guàrdies.

## Repartiment
- Bruce Lee
- John Saxon
- Ahna Capri
- Shih Kien
- Robert Wall
- Angela Mao
- Betty Chung
- Geoffrey Weeks
- Peter Archer
- Jim Kelly
- Bolo Yeung